# Richard Kühn
Richard Kühn (Lebensdaten unbekannt) war ein deutscher Fußballspieler.

## Karriere

### Vereine
Kühn gehörte als Stürmer der SpVgg 1899 Leipzig-Lindenau an, für den er in den vom Verband Mitteldeutscher Ballspiel-Vereine ausgetragenen Meisterschaften im Gau bzw. Kreis Nordwestsachsen von 1911 bis 1921 Punktspiele bestritt.
Während seiner Vereinszugehörigkeit gewann er mit seiner Mannschaft je dreimal die Meisterschaft im Gau und – durch Umbenennung – im Kreis Nordwestsachsen und daraus resultierend – Teilnahme bedingt – viermal die Mitteldeutsche Meisterschaft.
Er nahm mit seiner Mannschaft zweimal an der Endrunde um die Deutsche Meisterschaft teil und debütierte am 5. Mai 1912 in der Sportstätte Güntzwiesen in Dresden beim 3:2-Viertelfinalsieg über die Fußballabteilung des ATV Liegnitz. Auch das am 19. Mai 1912 auf dem Platz an der Roseggerstraße, der Spielstätte des Frankfurter FV, ausgetragene und mit 1:3 verlorene Halbfinale gegen den Karlsruher FV bestritt er. Sein letztes Endrundenspiel bestritt er am 3. Mai 1914 im Wackerstadion Debrahof, Spielstätte des FC Wacker 1895 Leipzig, bei der 1:2-Niederlage gegen die SpVgg Fürth im Viertelfinale.

### Auswahlmannschaft
Als Auswahlspieler des Verbandes Mitteldeutscher Ballspiel-Vereine kam er im Wettbewerb um den Bundespokal zum Einsatz und bestritt das am 20. März 1921 angesetzte Finale im Sportpark Connewitz, der Spielstätte des FC Sportfreunde Leipzig. Die Begegnung mit der Auswahlmannschaft des Westdeutschen Spiel-Verbandes wurde vor 15.000 Zuschauern mit 4:0 gewonnen.

## Erfolge
- Mitteldeutscher Meister 1912, 1914, 1922, 1924
- Meister Gau Nordwestsachsen 1912, 1914, 1919; Kreis Nordwestsachsen 1921, 1922, 1924
- Bundespokal-Sieger 1921